# Stayman (bridge)
La 2♣ stayman è una delle più diffuse convenzioni del gioco del bridge. È la dichiarazione di 2♣ in risposta all'apertura di 1NT. Serve per ricercare il fit 4-4 o 5-3 in uno dei colori nobili (♥ o ♠).

## Storia
La convenzione prende il nome da Samuel Stayman che la codificò nel 1945 anche se fu sviluppata dall'inglese Jack Marx, che la pubblicò solo nel 1946, e da George Rapée, partner abituale di Stayman.

## Dichiarazione
| 1NT | P | ? |
| --- | - | - |

| 2♣ | 8+ po | ?c♣ | Interesse prevalente nei colori nobili: ♥ e/o ♠ |
| -- | ----- | --- | ----------------------------------------------- |

## Risposta dell'apertore
La dichiarazione è forzante per un giro. Il rispondente è il capitano della coppia, essendo quello che ha le maggiori informazioni. L'apertore è obbligato a riparlare, descrivendo la propria mano con una licita convenzionale nel modo seguente (non può passare):
| 1NT | P | 2♣ | P | ? |
| --- | - | -- | - | - |

| 2♦ | 15-17 po | ?c♦ | Nessun nobile. No 4c♥. No 4c♠ |
| -- | -------- | --- | ----------------------------- |

| 2♥ | 15-17 po | 4c♥ | Un nobile. No 4c♠ |
| -- | -------- | --- | ----------------- |

| 2♠ | 15-17 po | 4c♠ | Un nobile. No 4c♥ |
| -- | -------- | --- | ----------------- |

| 2NT | 15-16 po | Due nobili. Ho 4c♥ e 4c♠ |
| --- | -------- | ------------------------ |

| 3♣ | 17 po | 3c♣ | Due nobili. Ho 4c♠, 4c♥, 2c♦ e 3c♣ |
| -- | ----- | --- | ---------------------------------- |

| 3♦ | 17 po | 3c♦ | Due nobili. Ho 4c♠, 4c♥, 3c♦ e 2c♣ |
| -- | ----- | --- | ---------------------------------- |

## Re-Stayman
- Se la risposta ha appurato che non ci sono nobili o che ci sono entrambi, la licita prosegue in modo naturale. Infatti se sono presenti entrambi i nobili, questi non possono che essere quarti (4c♥ e 4c♠) perché una distribuzione 5-4 dell'apertore sarebbe una bicolore sbilanciata e non avrebbe potuto essere aperta a 1NT.
- Se invece la risposta è 4+c♥ o 4+c♠, il rispondente può ulteriormente interrogare l'apertore per accertare se il seme nobile sia quarto o quinto[10]. La convenzione  si chiama Re-Stayman  e viene effettuata con la licita convenzionale di 3♣.

| 3♣ | Ricerca del palo nobile quinto |
| -- | ------------------------------ |

### Cuori
| 1NT | P | 2♣ | P | 2♥ | P | 3♣ | P | ? |
| --- | - | -- | - | -- | - | -- | - | - |

L'apertore ha già mostrato 4+c♥ come risposta alla richiesta 2♣. Alla ulteriore richiesta 3♣ risponde con: 3♥ se ha 5c♥ o con le altre risposte convenzionali per indicare la distribuzione della propria mano: 
| 3♦ | 15-17 po | 4c♦ | 4c♥, 4c♦, 3 2 |
| -- | -------- | --- | ------------- |

| 3♥ | 15-17 po | 5c♥ | 5c♥, 3 3 2 |
| -- | -------- | --- | ---------- |

| 3♠ | 15-17 po | 3c♠ | 4c♥, 3c♠, 3c♦, 3c♣ |
| -- | -------- | --- | ------------------ |

| 3NT | 15-17 po | BIL | 4c♥, 4c♣, 3 2 |
| --- | -------- | --- | ------------- |

### Picche
| 1NT | P | 2♣ | P | 2♠ | P | 3♣ | P | ? |
| --- | - | -- | - | -- | - | -- | - | - |

L'apertore ha già mostrato 4+c♠ come risposta alla richiesta 2♣. Alla ulteriore richiesta 3♣ risponde con: 3♠ se ha 5c♠ o con le altre risposte convenzionali per indicare la distribuzione della propria mano: 
| 3♦ | 15-17 po | 4c♦ | 4c♠, 4c♦, 3 2 |
| -- | -------- | --- | ------------- |

| 3♥ | 15-17 po | 3c♥ | 4c♠, 3c♥, 3c♦, 3c♣ |
| -- | -------- | --- | ------------------ |

| 3♠ | 15-17 po | 5c♠ | 5c♠, 3 3 2 |
| -- | -------- | --- | ---------- |

| 3NT | 15-17 po | BIL | 4c♠, 4c♣, 3 2 |
| --- | -------- | --- | ------------- |